# Amédée-Ferdinand-Auguste Blanc
Amédée-Ferdinand-Auguste Blanc, francoski general, * 25. marec 1880, † 18. junij 1964.